# Maternité (Miró)
Pour les articles homonymes, voir Maternité.
Maternité est un tableau réalisé par le peintre espagnol Joan Miró en 1924. Cette huile sur toile représente principalement une femme. Elle est conservée à la Scottish National Gallery of Modern Art, à Édimbourg.